# Gojin Dol
Gojin Dol (cyr. Гојин Дол) – wieś w Serbii, w okręgu pirockim, w gminie Dimitrovgrad. W 2011 roku liczyła 242 mieszkańców.